# Astrid Rietz

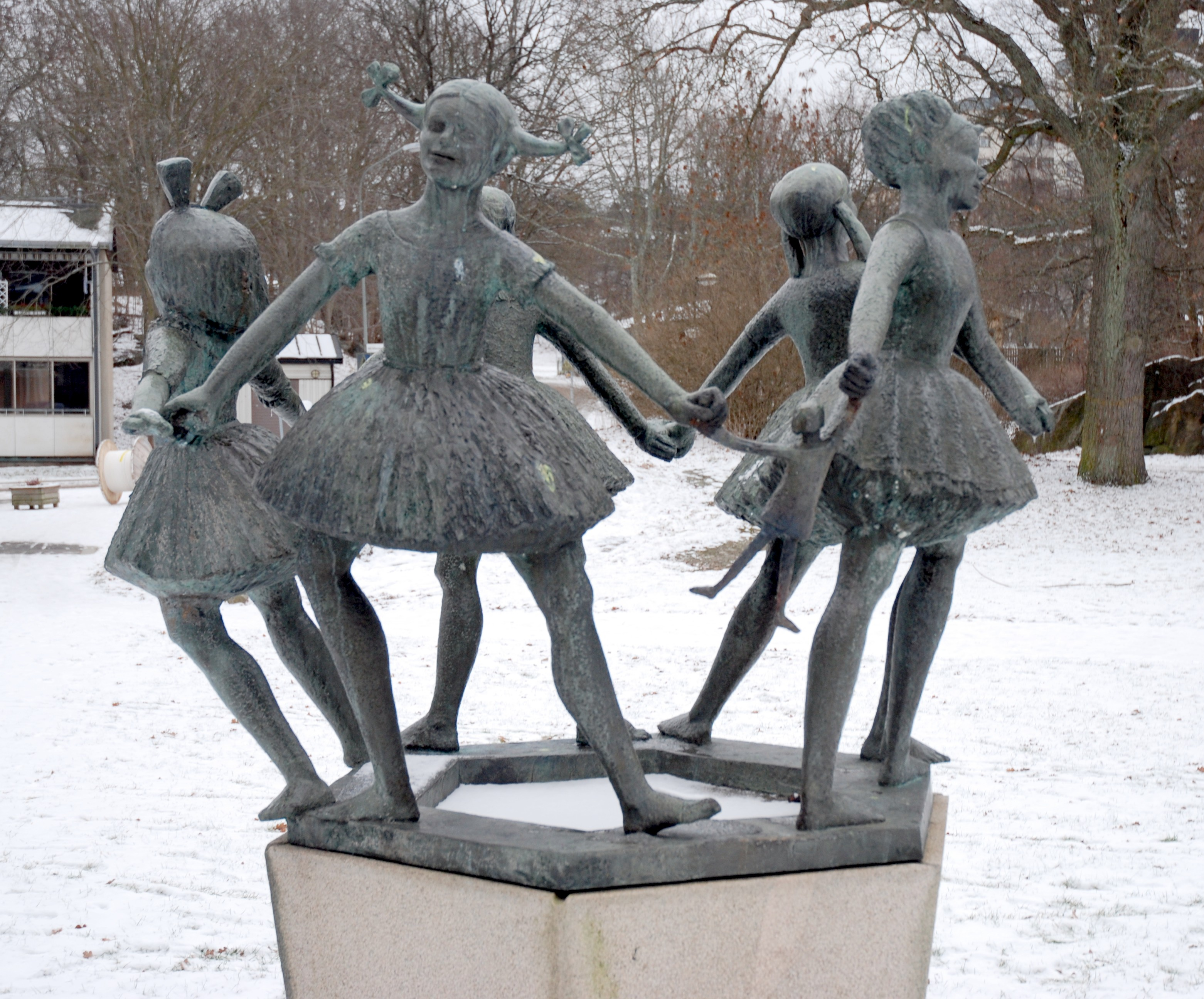
Ringlek, i Bredäng i Stockholm.

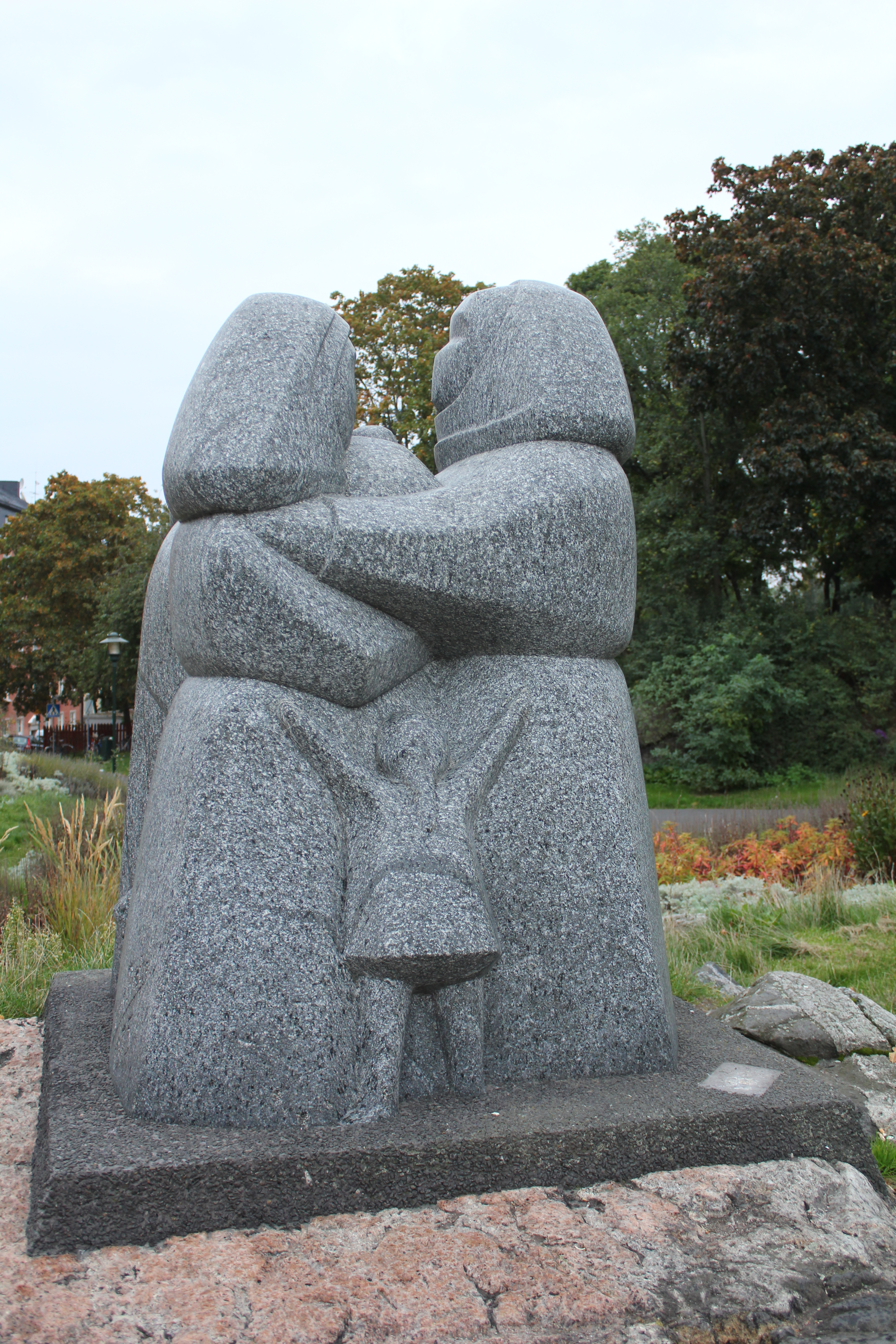
Undret, vid Sofia kyrka i Stockholm.

Astrid Ismene Rietz, född 7 oktober 1915 i Stockholm, död 22 februari 2007 i Sofia församling i Stockholm, var en svensk skulptör.

## Biografi
Astrid Rietz var dotter till läkaren Torsten Rietz (1887–1976) och Hélêne "Helli" Caroline Beck (1891–1979) samt brorsdotter till Ingrid Rietz. Hon studerade vid Tekniska skolan 1934–1936 och vid Edvin Ollers målarskola 1936–1937 samt för Einar Utzon-Frank vid Det Kongelige Danske Kunstakademi i Köpenhamn 1937–1940, Kungliga Akademien för de fria konsterna i Stockholm 1940–1941 och Académie de la Grande Chaumière i Paris 1952. Hon genomförde ett flertal studieresor till England, Grekland, Schweiz och Tyskland samt Italien och var som stipendiat i Spanien och Frankrike 1953–1954.

## Utställningar och uppdrag
Tillsammans med Britt-Marie Gauffin och Gerhard Lundberg ställde hon ut i Kristianstad 1947 och tillsammans med Tore Wideryd och Karl Gunnar Svensson på Stora Essingen 1948. Separat ställde hon bland annat ut i Karlshamn, Malmö, Nyköping, Luleå och Västerås. Hon medverkade i samlingsutställningar arrangerade av Sveriges allmänna konstförening och i Stockholmssalongerna på Liljevalchs konsthall. Hon var en av de svenska representanterna vid utställningen Svenska konstnärer i Paris 1953 och hon medverkade i Nordiska konstnärinnors utställning i Stockholm samt Kunstnernes Efteraarsudstilling i Köpenhamn. Hon var anställd som extra teckningslärare 1948–1951 och var under några år studierektor för Essingegården i Stockholm och lärare inom Arbetarnas bildningsförbunds kursverksamhet.
Bland hennes offentliga arbeten märks en fontänskulptur i Karlshamn, barnskulpturen Momise i Västtorps skola, reliefen Lekande barn i Malmö stadsbibliotek samt ett antal porträtt och reliefer för olika sjukhus och skolor. Astrid Rietz är känd för naturalistiska porträtt av barn och ungdom och hennes konst består av barnporträtt, reliefer, kvinnogrupper utförda i lera, brons, sten, trä eller mosaik samt teckningar. Hon arbetade under 1940-talet som formgivare för bland annat Åfors glasbruk, Ekenäs glasbruk och Trelleborgs glasbruk.
Vid sidan av sitt eget skapande var hon verksam som bokillustratör och utförde även vetenskapliga teckningar för institutioner i Lund och Stockholm. Hon skrev även dikter som publicerades i tidskrifterna Vi och Lyrikvännen. Hon utgav 1990 boken Astrid Ismene Rietz, skulptör. Astrid Rietz var bland annat aktiv i Konstnärernas riksorganisation, Bildkonstnärsfonden och Konstnämnden för allmänna platser. 
Astrid Rietz är gravsatt i minneslunden på Katarina kyrkogård i Stockholm.

## Offentliga verk i urval
- Lekande flickor (1961), brons, Gävle [6]
- Fem på sexkant eller Ringlek (1964–1967), brons, Ålgrytevägen i Bredäng i Stockholm, Ruddammsvägen 31B på Norra Djurgården i Stockholm och Lina Sandells park i Gottsunda, Uppsala
- Ad astra (1967–1968), simhallen i Hofors [7]
- Undret (1975), granit, vid Sofia kyrka i Stockholm
- Danspaus (1981, uppsatt 1994), brons, Karolinska Universitetssjukhuset Huddinge
- Amerika-Amanda i gymnasiet i Ronneby

Rietz finns representerad vid bland annat Örebro läns landsting.

## Priser och utmärkelser
Astrid Rietz fick i februari 2002 Inez Leanders belöning på 35 000 kronor, till "en kvinnlig konstnär", och samma år även Magnoliapriset för att hon smyckat Stockholm med sina skulpturer.